# 警備警察
警備警察（けいびけいさつ）とは日本の警察において警察庁警備局を頂点とした、公共の安全と秩序の維持を目的とする部門の総称である。

## 概要
警備警察の中でも、極左暴力集団・右翼団体・日本共産党・外国諜報機関・国際テロリズムなどに対しての捜査・情報収集を行う部門は公安警察と称される。また、公安警察は警備警察の中でも主流とされているので、警備警察を警備公安警察と称する書籍もある。